# Heinrich Ehrenfried von Biesenroth

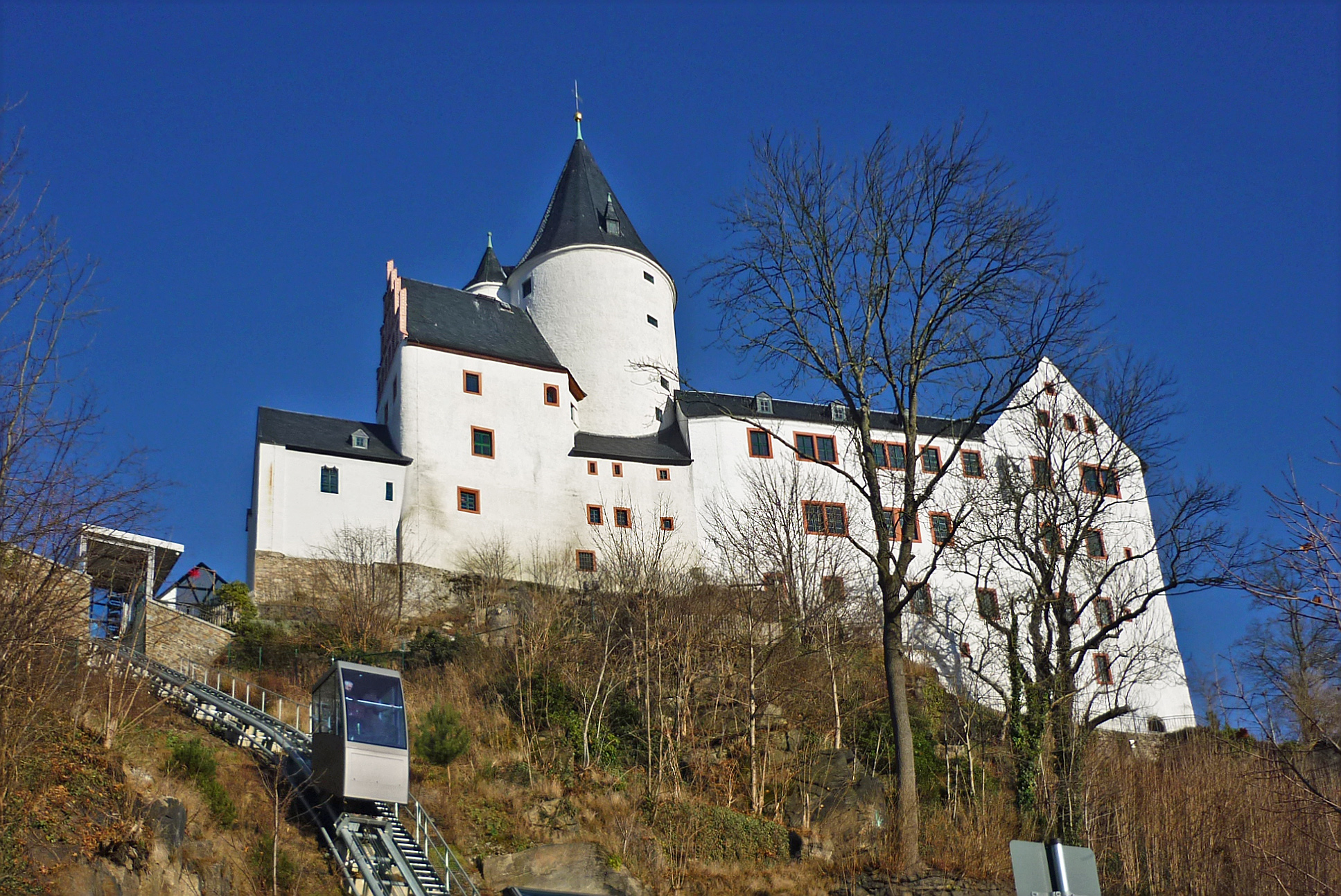
Schloss Schwarzenberg – Wirkungsort des Amtshauptmanns von Biesenroth

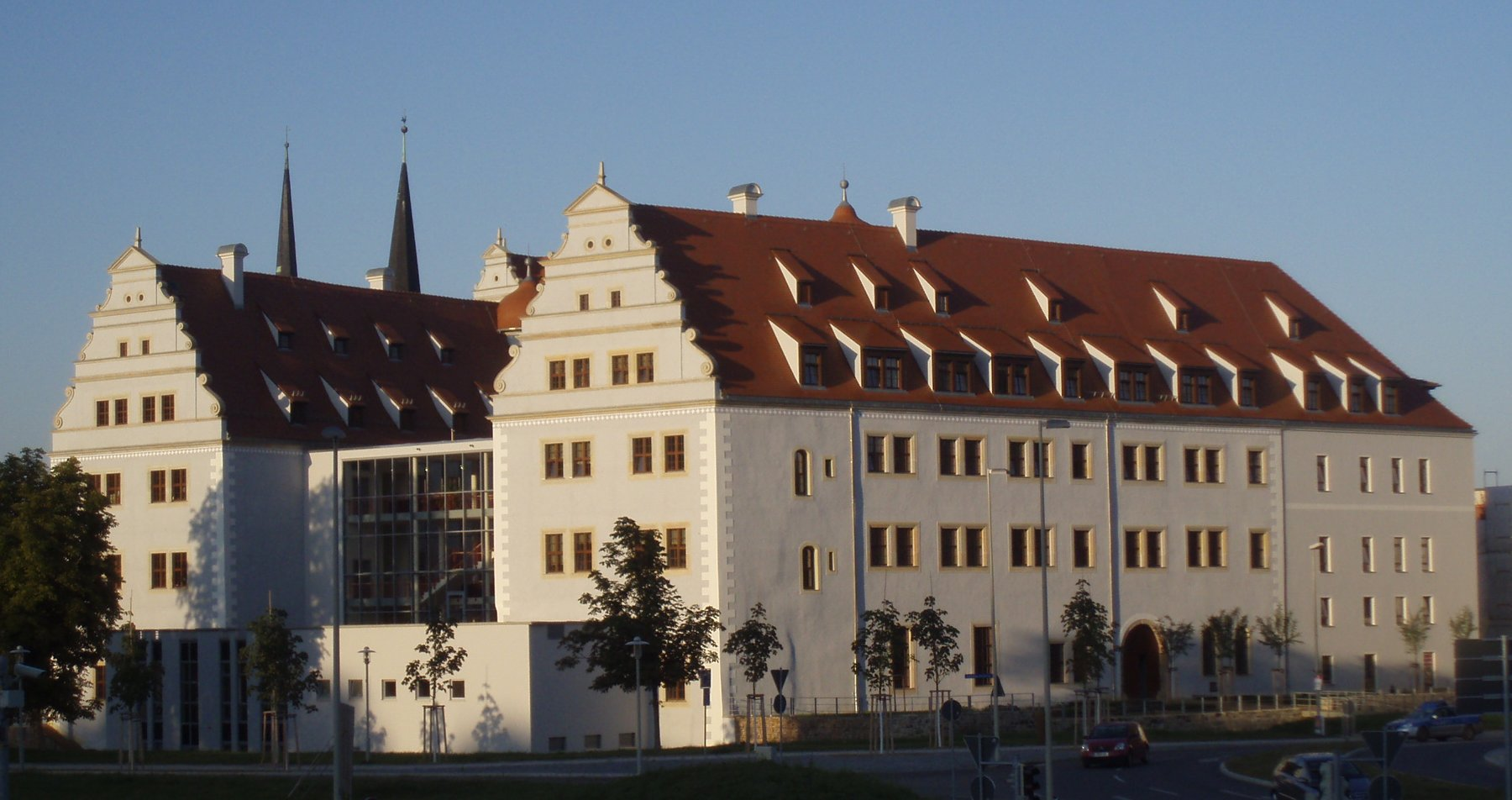
Schloss Osterstein – Wirkungs- und Sterbeort des Landkammerrates von Biesenroth

Heinrich Ehrenfried von Biesenroth († 20. September 1714 in Zwickau) war ein königlich-polnischer und kurfürstlich-sächsischer Hofbeamter. Er war Landkammerrat und Amtshauptmann zu Schwarzenberg und Crottendorf sowie Rittergutsbesitzer.

## Leben
Er stammte aus dem sächsischen Adelsgeschlecht Biesenroth. Hans Ramanus von Kirchbach war sein Schwager.
Heinrich Ehrenfried von Biesenroth schlug die Verwaltungslaufbahn im Dienst der sächsischen Kurfürsten ein und wurde 1702 Nachfolger von Andreas Adrian Borck als Amtshauptmann des Kreisamtes Schwarzenberg und des Amtes Grünhain im sächsischen Erzgebirge. Sein Amtssitz war das Schloss Schwarzenberg. In einem Handbuch mit Regeln zur Etikette aus dem Jahr 1710 war er wie folgt anzuschreiben: Dem Wohlgebornen Herrn/ Herrn Heinrich Ehrenfried von Biesenroth etc. Sr. Königl. Maj. und Churfürstl. Durchl. zu Sachsen hochbestalten Land-Cammer-Rath/ auch Ambts-Hauptmann der Aemter Schwartzenberg und Crotendorff. Meinem etc.
1708 kaufte er als Mittelsmann von seinem Schwager Hans Ramanus von Kirchbach das Rittergut Merzdorf im Amt Hayn, das er noch im gleichen Jahr gewinnbringend an Philipp Heinrich von Witzleben veräußerte.
1712 leitete er die Untersuchungskommission zur Naumannmühle in Sehma.
Unter seiner als verdienstvoll bewerteten Leitung („unermüdet thätiger Mann“) fanden im oberen Erzgebirge auch Torfstech-Versuche in Hochmooren sowie zum Trocknen und Weiterverarbeiten des Torfs statt.
Als er auf Schloss Osterstein in Zwickau im Sterben lag, verlangte er nach Buß- und Sterbeliedern. Daraufhin brachte sein Beichtvater, der ihn während seines Krankenlagers mehrfach besuchte, einige Male Schüler aus Zwickauer Schulen mit, die für Heinrich Ehrenfried von Biesenroth geistliche Lieder sangen.
Nach seinem Tod auf Schloss Osterstein im Jahr 1714 blieb das Amt des Amtshauptmanns im Kreisamt Schwarzenberg über drei Jahrzehnte bis 1745 unbesetzt.